# Campo Santo (Argentine)
Pour les articles homonymes, voir Campo Santo.
Campo Santo est une localité argentine située dans la province de Salta et dans le département de General Güemes. Elle est située à 50 km de la ville de Salta, capitale de la province, dans le NOA (nord-ouest de l'Argentine).
C'est ici qu'en 1760, A. Fernández Cornejo a fondé la sucrerie de San Isidro, la première sucrerie de la vice-royauté du Pérou. En 1812, le général Manuel Belgrano a établi son quartier général, alors qu'il était occupé à constituer et à entraîner ses troupes dans l'attente de l'avancée des forces royalistes de Pio Tristán.

## Population
Il y avait 5 868 habitants (Indec, 2010), ce qui représente une augmentation de 20,3 % par rapport aux 4 878 habitants (Indec, 2001) du recensement précédent.

## Personnalités
- José Lo Giúdice (1900-1971) : musicien et pianiste.
- Dino Saluzzi (1935-) : joueur de bandonéon[3].
- Ariel Petrocelli (1937-2010) : musicien et poète.
- Félix Cuchara Saluzzi (1944-) : clarinettiste et saxophoniste, frère de Dino.
- Beto Fernán (Roberto Andrés Fernández, 1946-1980), auteur-compositeur de musique pop et de ballades, guitariste, chanteur ténor, a participé au quartet Zupay en 1974.
- Américo Corvalán (1972) : guitariste, musicien, auteur, compositeur, professeur.
- Cardozo Ricardo (1967) : scientifique écologiste et fondateur du Colegio Ciclo básico nro. 33.
- Mariano Cuenca : secrétaire général du syndicat des travailleurs et employés du sucre de San Isidro, une grande référence du syndicalisme dans toute la province de Salta et reconnue dans tout le pays.
- Horacio Quipildor : musicien, auteur-compositeur-interprète et guitariste. Il faisait partie de Inan Kunan, Inconciente Colectivo.